# Okcitánská Wikipedie
Okcitánská Wikipedie je jazyková verze Wikipedie v okcitánštině. Byla založena v roce 2003. V lednu 2022 obsahovala přes 87 000 článků a pracovali pro ni 4 správci. Registrováno bylo přes 46 000 uživatelů, z nichž bylo asi 95 aktivních. V počtu článků byla 74. největší Wikipedie.